# 391795 Univofutah
391795 Univofutah este o planetă minoră (asteroid) din centura de asteroizi. A fost descoperită pe 8 septembrie 2008 la Tooele⁠(d) de Patrick Wiggins⁠(d). 
Obiectul prezintă o orbită caracterizată de o semiaxă mare de 2,7342686224889 UAi, o excentricitate de 0,13, o înclinație de 11 ° în raport cu ecliptica.